# OCBC Singapore Continental Cycling Team
OCBC Singapore Continental Cycling Team is een wielerploeg die een Singaporese licentie heeft. De ploeg bestaat sinds 2012. OCBC Singapore komt uit in de continentale circuits van de UCI. Wen Jun Daniel Loy is de manager van de ploeg.

## Seizoen 2014

### Transfers
| Inkomend      | Team 2013 | Uitgaand      | Team 2014     |
| ------------- | --------- | ------------- | ------------- |
| Cameron Bayly | Neo       | Sea Keong Loh | Argos-Shimano |

## Seizoen 2013

### Overwinningen in de UCI Asia Tour
| Datum      | Wedstrijd                       | Cat. | Winnaar        |
| ---------- | ------------------------------- | ---- | -------------- |
| 2 april    | 2e etappe Ronde van Thailand    | 2.2  | Sea Keong Loh  |
| 5 juni     | 4e etappe Ronde van Singkarak   | 2.2  | Sea Keong Loh  |
| 26-30 juni | Eindklassement Jelajah Malaysia | 2.2  | Sea Keong Loh  |
|            | Singaporees kampioenschap       | CN   | Ji Wen Low     |
|            | Singaporees kampioenschap (ITT) | CN   | Junrong Ho     |
| 2 november | 1e etappe Ronde van Ijen        | 2.2  | Jason Christie |

### Renners
| Naam                 | Geboortedatum     | Nationaliteit | Ploeg 2012                      |
| -------------------- | ----------------- | ------------- | ------------------------------- |
| Ahmad Haidar Anuawar | 25 april 1986     | Maleisië      |                                 |
| Cal Britten          | 17 maart 1988     | Australië     | Neo                             |
| Zhiming Ryan Chan    | 9 augustus 1994   | Singapore     | Neo                             |
| Jason Christie       | 22 december 1990  | Nieuw-Zeeland | Team Differdange                |
| Tom Donald           | 5 augustus 1984   | Australië     | Neo                             |
| Choon Huat Goh       | 14 december 1990  | Singapore     |                                 |
| Junrong Ho           | 28 augustus 1990  | Singapore     | Neo                             |
| Lemuel Lee           | 8 juli 1991       | Singapore     |                                 |
| Yong Yi Marcus Leong | 14 mei 1989       | Singapore     |                                 |
| Chang Ee Timothy Lim | 26 september 1986 | Singapore     |                                 |
| Sea Keong Loh        | 2 november 1986   | Maleisië      | Geen                            |
| Ji Wen Low           | 27 oktober 1989   | Singapore     |                                 |
| Luke Parker          | 21 oktober 1993   | Australië     | Neo                             |
| Thomas Rabou         | 12 december 1983  | Nederland     | Competitive Cyclist Racing Team |
| Phuchong Sai-Udomsin | 23 maart 1988     | Thailand      | Geen                            |
| Eric Sheppard        | 16 oktober 1991   | Australië     | Neo                             |
| Angus Tobin          | 18 juni 1992      | Australië     | Neo                             |